# 峯崎亜里沙
峯崎 亜里沙（みねざき ありさ、1993年5月18日 - ）は、日本の女優である。
神奈川県出身。ジェイビーンズ所属。テレビ番組と映画を中心に出演。

## 出演

### テレビドラマ
- もう涙は見せない（1993年、フジテレビ）
- ドラマ24「怨み屋本舗II REBOOT」（2009年7月10日・17日、テレビ東京）松村時子役
- 太宰治 短編小説集 駈込み訴え（2010年9月27日、NHK-BS2）

### 映画
- 渋谷の女子高生が語った"呪いのリスト"3（2009年）
- 告白（2010年6月5日、東宝）

### VP
- キットカット
- 日本赤十字